# Jeff Colyer
Jeffrey William "Jeff" Colyer, född 3 juni 1960 i Hays i Kansas, är en amerikansk republikansk politiker som var Kansas guvernör från januari 2018 till januari 2019. Tidigare har Colyer varit viceguvernör i Kansas (2011-2018).
Den 7 augusti 2018, ledde statssekreteraren Kris Kobach smalt Colyer i det republikanska primärvalet för guvernör med en marginal på 191 röster. Vid 9 augusti, stod hans ledning på 121 röster, men skillnader i vissa län behövde upplösning. Efter att flera röster räknades, erkände Colyer att Kobach vann primärvalet den 14 augusti, vilket gör Colyer till den första sittande guvernören att förlora ett primärval sedan Neil Abercrombie under 2014. Kobach förlorade därefter guvernörsvalet till demokraten Laura Kelly med fem poäng.
Som guvernör, undertecknade Colyer lagstiftning som möjliggjorde trosbaserade adoptionsgrupper att vägra homosexuella par och en skolfinansieringsplan för 534 miljoner dollar.
Colyer har varit gift med sin maka, Ruth, sedan 1991. Paret har tre döttrar.